# Jacob François Marulaz
Pour les articles homonymes, voir Marulaz.
Jacob-François Marola ou Marulaz, né le 6 novembre 1769 à Zeiskam, ancien diocèse de Spire et mort le 10 juin 1842 à Filain Haute-Saône, est un général français de la Révolution et de l’Empire.

## Biographie

### Débuts sous l'Ancien Régime
Enfant de troupe dans le 3e régiment de hussards le 16 septembre 1778, il devient hussard audit régiment le 1er novembre 1784.

### Guerres de la Révolution

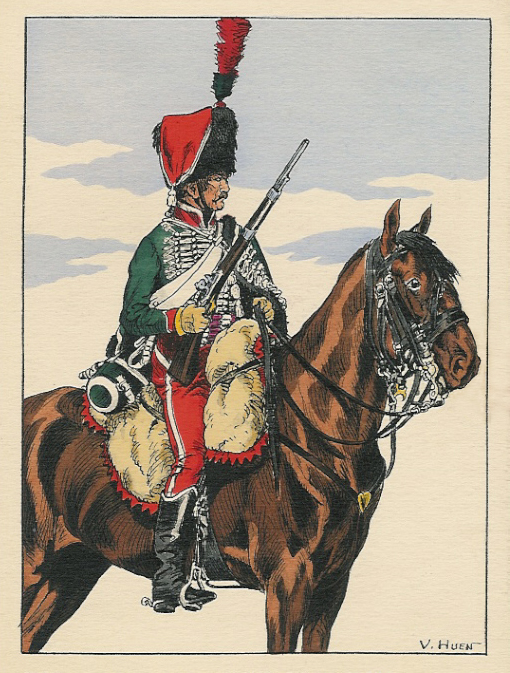
De simple cavalier jusqu'au grade de colonel, Marulaz participe aux guerres de la Révolution au sein du 8e régiment de hussards (représentation d'un hussard en 1804).

Brigadier-fourrier le 1er janvier 1791, il est fait maréchal-des-logis le 25 juin 1792, et passe comme lieutenant le 1er octobre suivant dans le corps d'éclaireurs de l'armée du Centre, devenu 8e régiment de hussards. Il fait la campagne de 1792 à l'armée du Nord, celle de 1793 et partie de l'an II dans la Vendée, celles des ans II et III à l'armée du Nord, et enfin celles des ans IV, V et VI aux armées du Rhin et d'Helvétie. Nommé capitaine le 1er mars 1793, au mois d'août il fait mettre bas les armes aux insurgés vendéens renfermés dans Pontorson, et au mois de septembre il pénètre de vive force dans Laval, force les Vendéens à l'évacuer et reçoit un coup de biscaïen à la hanche gauche. En vendémiaire an II, à l'affaire d'Angers, il contribue puissamment à la défaite des Chouans et en fait un grand carnage. Quelques jours plus tard, à Blain, après avoir passé la rivière à gué, il jette le désordre et l'épouvante dans le camp des rebelles et prend leur caisse militaire qu'il fait conduire au quartier général. Promu chef d'escadron le 18 floréal même année, il se fait remarquer le 29, près de Bousbeck : il pénètre dans les retranchements ennemis et leur tue beaucoup de monde, mais il a un cheval tué sous lui et revient criblé de blessures.
Le 29 fructidor an II, à Boxtel, à la tête de 30 hussards seulement, il fait mettre bas les armes à deux bataillons hessois, forts de 1 500 hommes. Cette action hardie motive, dans la séance du 22e jour complémentaire suivant, le décret de la Convention nationale qui prescrit l'inscription dans son bulletin des noms de ces trente braves. Le 1er brumaire l'ennemi, après avoir forcé les lignes de Mayence, passe le Rhin à Oppenheim ; instruit de ce mouvement, le chef d'escadron Marola se porte sur cette ville, s'en rend maître, et donne le temps à l'infanterie de venir se joindre à lui pour arrêter là marche trop rapide des Autrichiens qui veulent couper la retraite aux troupes qu'ils ont repoussées de Mayence. Appelé au commandement de l'avant-garde, il conserve le poste important de Gondaplau, malgré tous les efforts de l'ennemi. Le général Desaix ordonne enfin la retraite, et témoigne hautement toute sa satisfaction au commandant Marola pour le service qu'il vient de rendre à l'armée. Le 2 brumaire an IV, il a le pied démis par suite de la chute de son cheval qui vient d'être tué sous lui. Le 18 fructidor de la même année, il contribue à dégager les troupes qui se trouvent cernées à Immenstadt et Kemplen. Le 3 brumaire an V, il soutient bravement la retraite devant Huningue et est blessé d'un coup de feu au bras droit. Le 12 ventôse, une division française, commandée par le général Schauenburg, s'avance sur Berne ; les troupes suisses s'opposent à sa marche avec une valeureuse opiniâtreté ; après un combat de six heures, elles se retranchent sous les murs de la ville. Marola, à la tête du 8e de hussards, les charge avec résolution jusqu'aux portes de la place et leur tue ou fait prisonniers une grande quantité d'hommes ; les pertes qu'il fait éprouver à l'ennemi décident la victoire, et Berne ouvre ses portes.
Nommé chef de brigade le 3 nivôse an VII, il fait des prodiges de valeur les 16 et 20 prairial suivant à Zurich. Le 27 du même mois, après avoir pénétré dans le camp ennemi, y avoir jeté l'épouvante et la mort et avoir fait prisonniers 400 hommes, il est blessé grièvement de cinq coups de feu, tous dans la poitrine, un seul lui traverse le corps de part en part en lui brisant deux côtes. Le premier Consul, informé des services rendus par le chef de brigade Marola, lui décerne un sabre d'honneur par arrêté du 1er germinal an IX. Le 20 floréal de la même année il force l'ennemi à repasser précipitamment la Salza après avoir éprouvé des pertes considérables. Le 22, il passe lui-même cette rivière et fait beaucoup de mal à l'ennemi. Enfin, le 23, devant Salzbourg, il déploie une bravoure au-dessus de toute éloge, pendant un combat qui dure neuf heures. Employé en l'an XII et en l'an XIII à l'armée des côtes de l'Océan, il est classé comme membre de droit dans la 5e cohorte de la Légion d'honneur et en est nommé commandeur le 25 prairial an XII. Promu général de brigade le 15 ventôse an XIII (6 mars 1805), il se voit confier par Bonaparte le commandement du département de la Haute-Saône (6e division militaire) le 21 du même mois, puis appelé à celui d'une brigade de cavalerie de la Grande Armée le 2 vendémiaire an XIV.

### Sous l'Empire

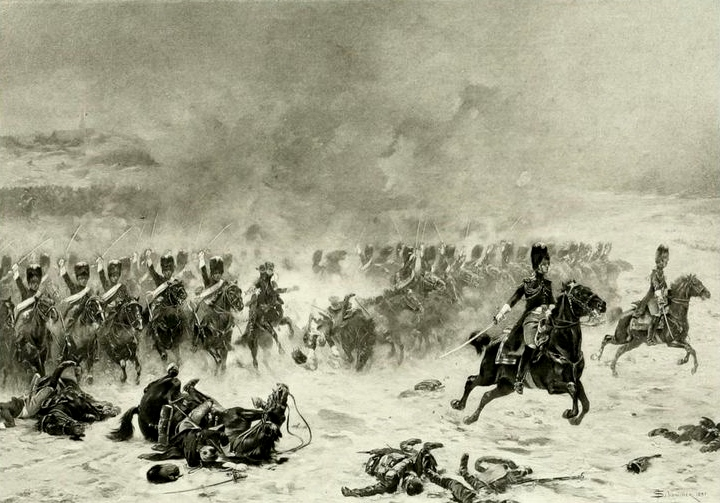
Marulaz s'illustre en exécutant plusieurs charges lors de la bataille d'Eylau (peinture de François Schommer).

En janvier 1807, il entre dans Ostrołęka et y fait 200 prisonniers. Le 6 février, en arrière d'Eylau, il charge les Russes avec vigueur, leur tue 110 hommes, leur prend trois pièces de canon, et fait 700 prisonniers. Le lendemain il se porte sur le flanc droit de l'armée russe et, par cette manœuvre hardie, la force d'abandonner la ville d'Eylau. À la bataille du 8, il exécute plusieurs belles charges qui contribuent beaucoup au succès de la journée. Le 9, à Domnau, il fait 300 prisonniers prussiens et se saisit d'une grande quantité de bagages, de vivres et de munitions. Le 17 juin de là même année, en avant de Labiau, il charge l'arrière-garde ennemie, lui tue un grand nombre d'hommes et fait 5 000 prisonniers. Après la paix de Tilsitt, le général Marola rentre en France et est employé dans la 10e division militaire. L'empereur le crée baron de l'Empire le 7 décembre 1808, et lui donne le commandement d'une brigade de cavalerie au corps d'observation de l'armée du Rhin le 4 avril 1809. Il fait, à la tête de ce corps, la campagne d'Allemagne, durant laquelle il s'empare d'un grand nombre de bagages et d'environ 6 000 prisonniers. À la bataille d'Essling, il est blessé d'un coup de feu à la cuisse droite. À la bataille de Wagram, il enlève 11 pièces de canon.
L'Empereur, satisfait des services de Marola, l'élève au grade de général de division par décret du 12 juillet 1809, et lui confie le commandement de la 6e division militaire (Besançon), qu'il conserve jusqu'au retour des Bourbons. Inspecteur général de cavalerie dans la 21e division militaire le 20 juin 1814, il est nommé chevalier de Saint-Louis le 19 juillet suivant. Du 9 janvier au 2 mai 1814, il défend Besançon assiégé par 15 000 Autrichiens pendant la campagne de France (1814). Placé en activité dans la 2e subdivision de la 18e division militaire le 15 janvier 1815, puis employé le 31 mars dans la 6e division, il prend enfin le commandement de cette dernière division le 11 avril par ordre de l'Empereur. Mis en non-activité le 21 juillet suivant, il est admis à la retraite le 6 octobre de la même année.
À la Révolution de 1830, il est placé dans le cadre de réserve de l'état-major général par ordre du 7 février 1831, et le 1er décembre 1834, il est remis dans sa position de retraite.
Pendant toute la durée de son service actif, le général Marola reçoit dix-neuf blessures et a 26 chevaux tués sous lui. Cet officier général est mort à son château de Filain (Haute-Saône) le 10 juin 1842.

## États de service
- Enfant de troupe dans les hussards d'Esterhazy
- 1785 : Engagement en tant que simple soldat dans ce même régiment
- 1791 : Brigadier fourier
- 1792 : Maréchal des logis puis lieutenant
- octobre 1792 : Capitaine affecté aux Eclaireurs de Fabrefonds
- mai 1794 : Chef d'escadron dans ce même régiment devenu 8e régiment de hussards
- 28 décembre 1798 : chef de brigade du 8e régiment de hussards
- 1803 : colonel
- 6 mars 1805 : général de brigade
- 12 juillet 1809 : général de division
- 20 juin 1814 : Inspecteur général de la cavalerie
- 6 octobre 1815 : admis à la retraite

## Récompenses et distinctions
- 22 mars 1801 : Sabre d'honneur
- 14 juin 1804 : promu Commandeur de la Légion d'honneur
- 7 décembre 1808 : Baron d'empire
- 1809 : Commandeur de l'Ordre militaire de Charles Frédéric, Grand duc de Bavière
- 19 juillet 1814 : Chevalier de l'Ordre de Saint-Louis
- Commandeur Grand-Croix de l'Ordre du mérite militaire du Grand-duché de Hesse
- En 1863, à la demande de la ville de Besançon, son portrait en pied a été réalisé par Félix Giacomotti.
- Le fort de Fontain appartenant à la place fortifiée de Besançon a été baptisé fort Marulaz en 1887.

## Vie familiale
- Il épouse en 1800 Antoinette Froidot  (1779-1861), dont :
  - Louis François Auguste (1801-1888), baron ;
  - Louis Yves Marulaz (1802-1882), baron, général français.